# NGC 699
NGC 699 é uma galáxia espiral (Sbc) localizada na direcção da constelação de Cetus. Possui uma declinação de -12° 02' 08" e uma ascensão recta de 1 horas, 50 minutos e 43,6 segundos.
A galáxia NGC 699 foi descoberta em 1886 por Frank Müller.